# Wassyl Rjabtschenko
Wassyl Serhijowytsch Rjabtschenko (ukrainisch Василь Сергійович Рябченко; * 23. Juli 1954, in Odessa, Ukrainische SSR, Sowjetunion) ist ein ukrainischer Maler, Grafiker, Fotograf sowie Autor von Objekten und Installationen und gilt als eine der zentralen Figuren der Ukrainischen Postmoderne und der „New Ukrainian Wave“.

## Werdegang

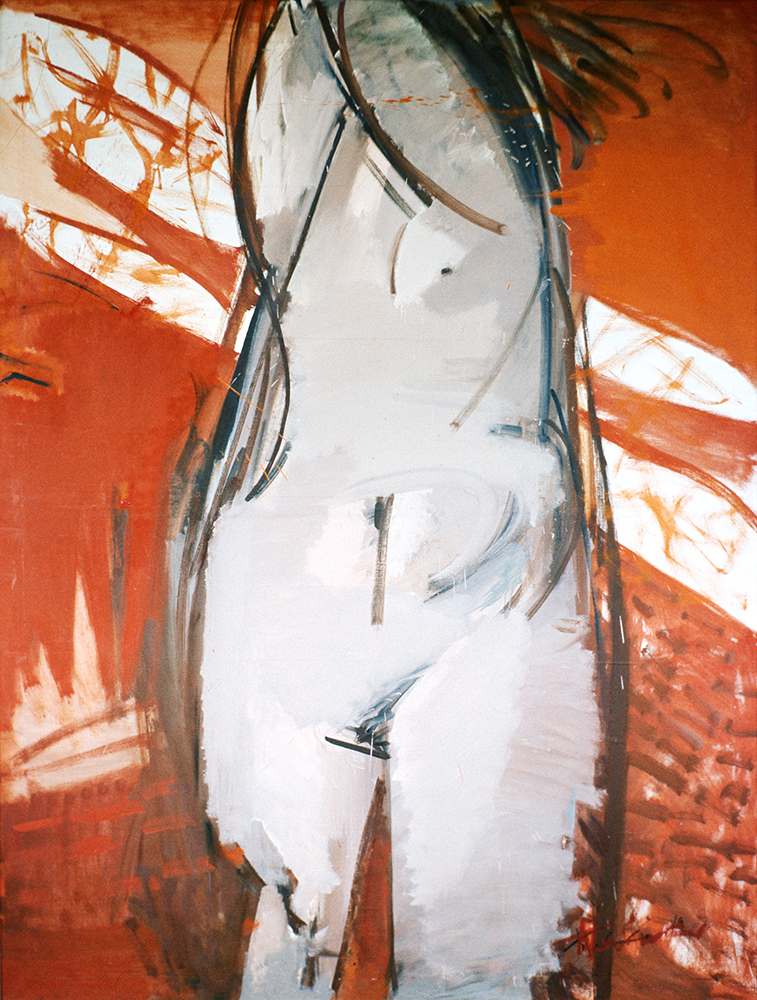
„Daphne“, 200 × 150 cm, Öl auf Leinwand, 1989

Wassyl Rjabtschenko wurde am 23. Juli 1954 in Odessa als Sohn des sowjetisch-ukrainischen Grafikkünstlers Sergey Rjabtschenko geboren. Seine künstlerische Ausbildung fing 1966 an der Kunstschule auf dem Gelände der Fachhochschule für Bildende Kunst von Odessa an. 1969 begann er das Studium an der Grekow Fachhochschule für Bildende Kunst von Odessa im Fach Malerei. Zwischen 1974 und 1976 war er Gasthörer an der Muchina Kunst- und Industrieakademie in Leningrad.
Nach seiner Rückkehr nach Odessa freundet sich Wassyl Rjabtschenko mit Walentyn Chruschtsch und der Gruppe der Odessaer „Non-Konformisten“. Von 1978 bis 1983 studiert er an der Uschinkij Südukrainischen Pädagogischen Universität auf der Fakultät für Bildende Künste und Grafik, seine Mentoren sind Valerij Gegamyan und Sinaida Borysyuk. Seit 1987 ist er Mitglied des Künstlervereins der UdSSR und anschließend des Nationalen Künstlervereins der Ukraine.
In dieser Zeit bildet sich in Odessa eine Gruppe der Maler – Sergej Lykov, Elena Nekrasova, Oleksandr Rojtburd, Wassyl Rjabtschenko. Die Gruppe ist weder in „offiziellen“ Kreisen des sowjetischen Künstlervereins bekannt, noch gehört sie zu nicht-offiziellen, „non-konformistischen“ Kreisen. Ende der 1980er Jahre veranstaltet die Gruppe zwei Ausstellungen mit großer Resonanz – „Nach dem Modernismus 1“ und „Nach dem Modernismus 2“ – in den Räumen einer staatlichen Institution, des Kunstmuseums von Odessa. Die Themen und Motive sowie die großen Formate der ausgestellten Arbeiten markierten den Anfang einer neuen Richtung in der bildenden Kunst in Odessa. Zu dieser Zeit gehören Rjabtschenkos Gemälde „Ufer der unentdeckten Figuren“ (1989), „Das rote Zimmer“ (1988), „Opfer“ (1989) „Der Tod Aktaions“ (1989), das Diptychon „Die Fänger“ (1989), „Die Verführungsmethode“ (1990) und andere.
In der Zeit zwischen den beiden oben erwähnten Ausstellungen findet die Werkschau „Neue Figurationen“ im Literaturmuseum von Odessa statt, an der junge Künstler aus Kiew teilnehmen. Damit fängt die Integration der „Odessaer Gruppe“ in den Kontext der damals aktuellen ukrainischen Kunstbewegung. Mit dieser Ausstellung sind die Arbeiten von Wassyl Rjabtschenko „Verzicht auf Segen“ (1988) und „Liebe – keine Liebe“ (1988) verbunden.
Wassyl Rjabtschenko ist einer der Pioniere der Installationskunst. Seine erste Arbeit in diesem Medium, „Schaukel für Baumstümpfe“, entstand 1993 für das kuratorische Projekt von Yezhi Onukh „Steppen von Europa“. Nachfolgend entstanden die Installationen „Der große Bambi“ (1994), „Die Weihung der Mme Requamier“ (1994), „Prinzessin“ (1996), „Kälteakademie“ (1998) und andere. Seit 1970er Jahren beschäftigt sich Wassyl Rjabtschenko mit experimenteller Fotografie. Die Hauptmotive seiner Arbeiten waren anfangs die nicht-arrangierten Stillleben aus Alltagsgegenständen. Später hat der Künstler improvisierte Konstellationen von Gegenständen und menschlichen Körpern festgehalten, bei deren Komposition er die für die östliche Tradition charakteristischen „Leerheit“ und Asymmetrie verwendete. Für diese fotografischen Arbeiten, vereint in der Werkserie „Naked Dream“ (1995), wurde Wassyl Rjabtschenko mit dem Preis „Der Beste Künstler der Ukraine“ im Rahmen des ersten all-ukrainischen Kunstfestivals „Solotyj Peretyn“ 1996 ausgezeichnet. Im selben Jahr gründete er den Künstlerverbund „Art-Labor“.

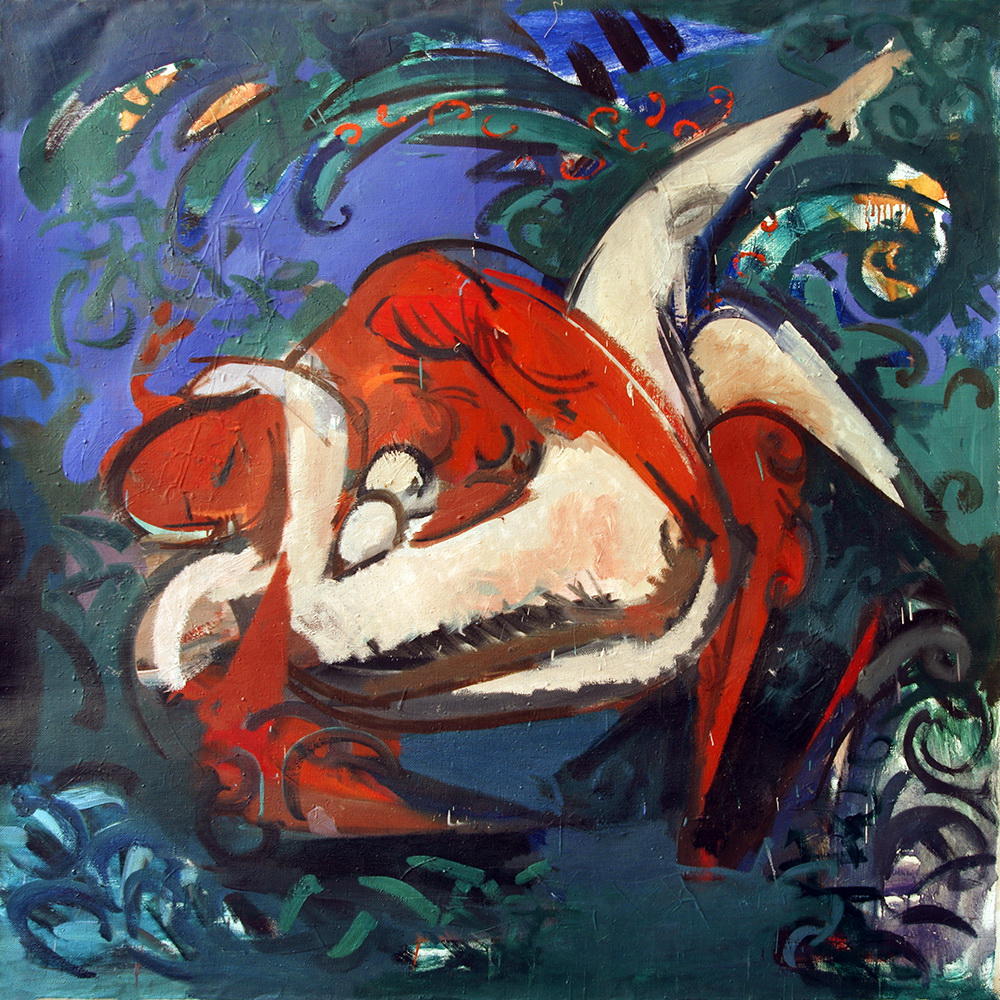
„Umarmung“, 110 × 110 cm, Öl auf Leinwand, 1986

## Kunst

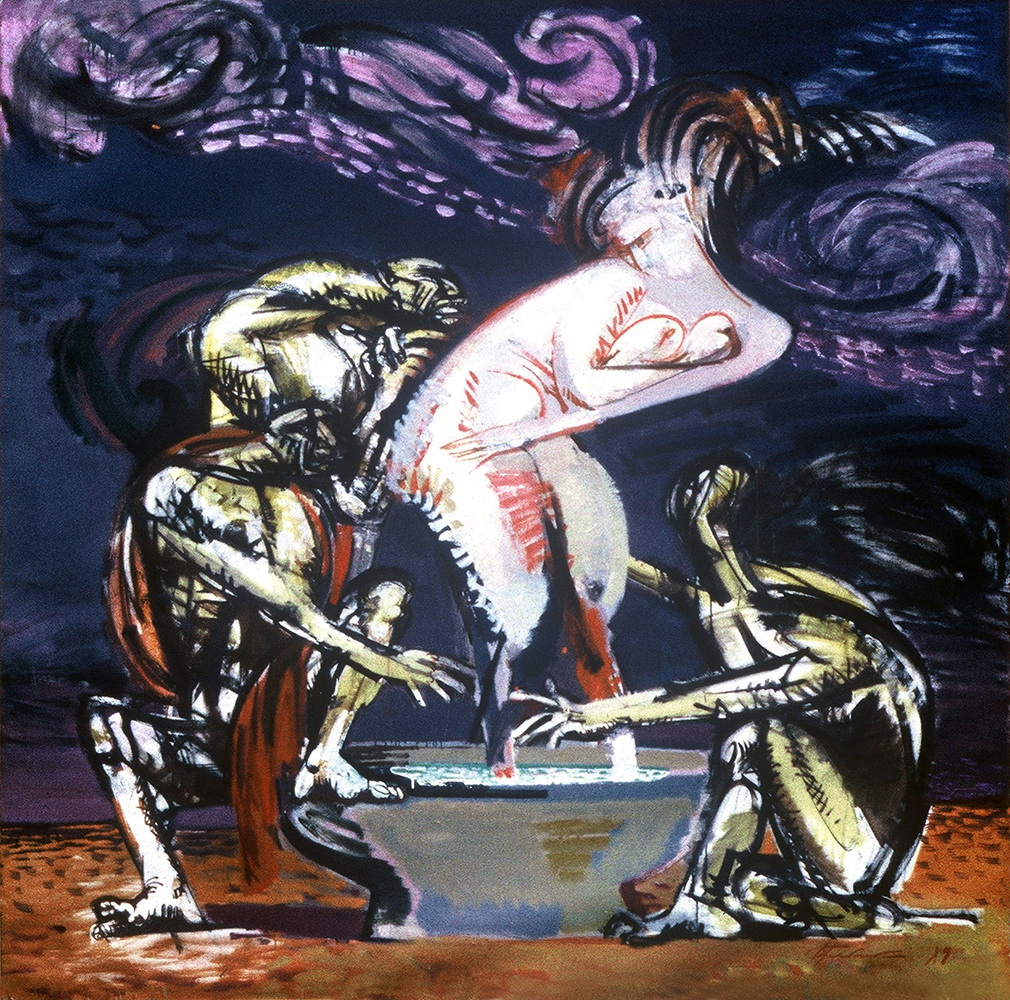
„Susanna und die Ältesten“, 200 х 200 cm, Öl auf Leinwand, 1989

Wladimir Levaschow vereint mehrere Perioden in der Arbeit von Rjabtschenko. Die frühen Werke des Künstlers aus den 1970er und Anfang der 80er Jahre zeichnen sich durch die Synthese von „westlichen“ und „östlichen“ Ansätzen zur bildnerischen Kunst aus – fast „englische“ aristokratische Askese, die die Sprache organisch in den chinesischen „Tanz von einem Pinsel“ hinein fließt, ist die Zurückhaltung durch Freiheit und Leichtigkeit ausgeglichen.
In der zweiten Hälfte der achtziger Jahre schwärmte Rjabtschenko für die transavantgarde Ideen. Aber wenn im Allgemeinen die Ukrainische Transavantgarde an die Ästhetik des Barocks appellierte, könnten Rjabtschenkos Werke zu diesem Zeitpunkt einfacher als der „neue Rokoko“ bezeichnet werden. Für „transavantgarde“ Wassyl Rjabtschenko, eigenartig durch programmatische Leere und eingestellte Ästhetik, frivole Verspieltheit und mechanistische Kombinatorik. Als Beispiel die Werke der zweiten Hälfte der 1980er Jahre – „Katzen“, eine Geschichte über zwei Katzen-Rivalen. In der anschließenden Fassung, die während der Periode der endgültigen Verschlimmerung der Beziehungen zwischen den beiden Supermächten, die zum Zusammenbruch der UdSSR führten, gemacht wurde, veränderte die Handlung ihren semantischen Kontext aufgrund einer Veränderung in Größe, Farbe, Schreibweise und Titel – „Abschreckung“.
Die „Rokoko-Linie“ wird auch in den späteren Werken von Rjabtschenko verfolgt, bis hin zu denen, die vor kurzem gemacht wurden. Der Künstler ist immer noch verpflichtet, die Leidenschaften der neunziger Jahre. Es scheint, dass die „inspirierend irrationale“ Neukomposition „der Motive seiner eigenen gestern Kreativität“ den Charakter einer Täuschung erlangt. Allerdings treten offensichtliche Veränderungen innerhalb der Erzählung auf. Es wird mehr emotional und leicht verwirrt. Es gibt Notizen von Irrationalismus und Angst. Die pastorale Sorglosigkeit weicht manchmal der Reflexion und dem wachsenden Drama.

## Ausgewählte Ausstellungen

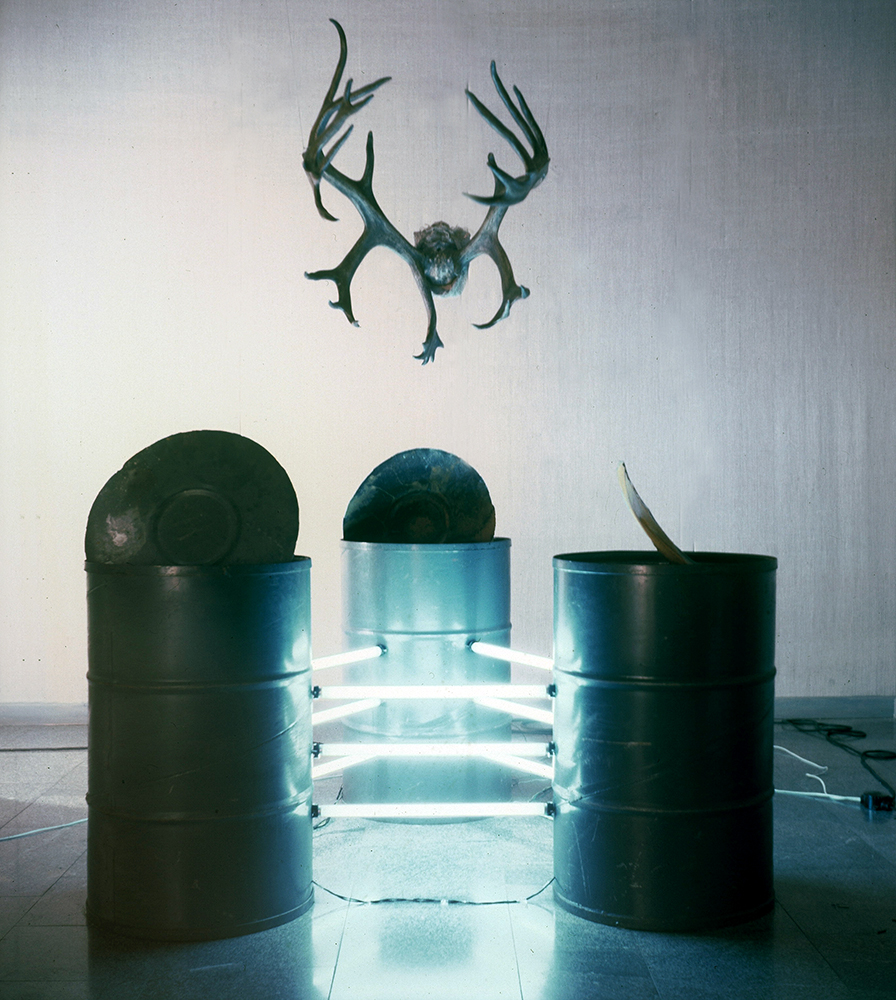
„Big Bembi“, Fässer, lineare Lampen, Hirschhörner, 1994 Die Ausstellung „Raum der Kulturrevolution“, Ukrainisches Haus, Kiew, Ukraine, 1994

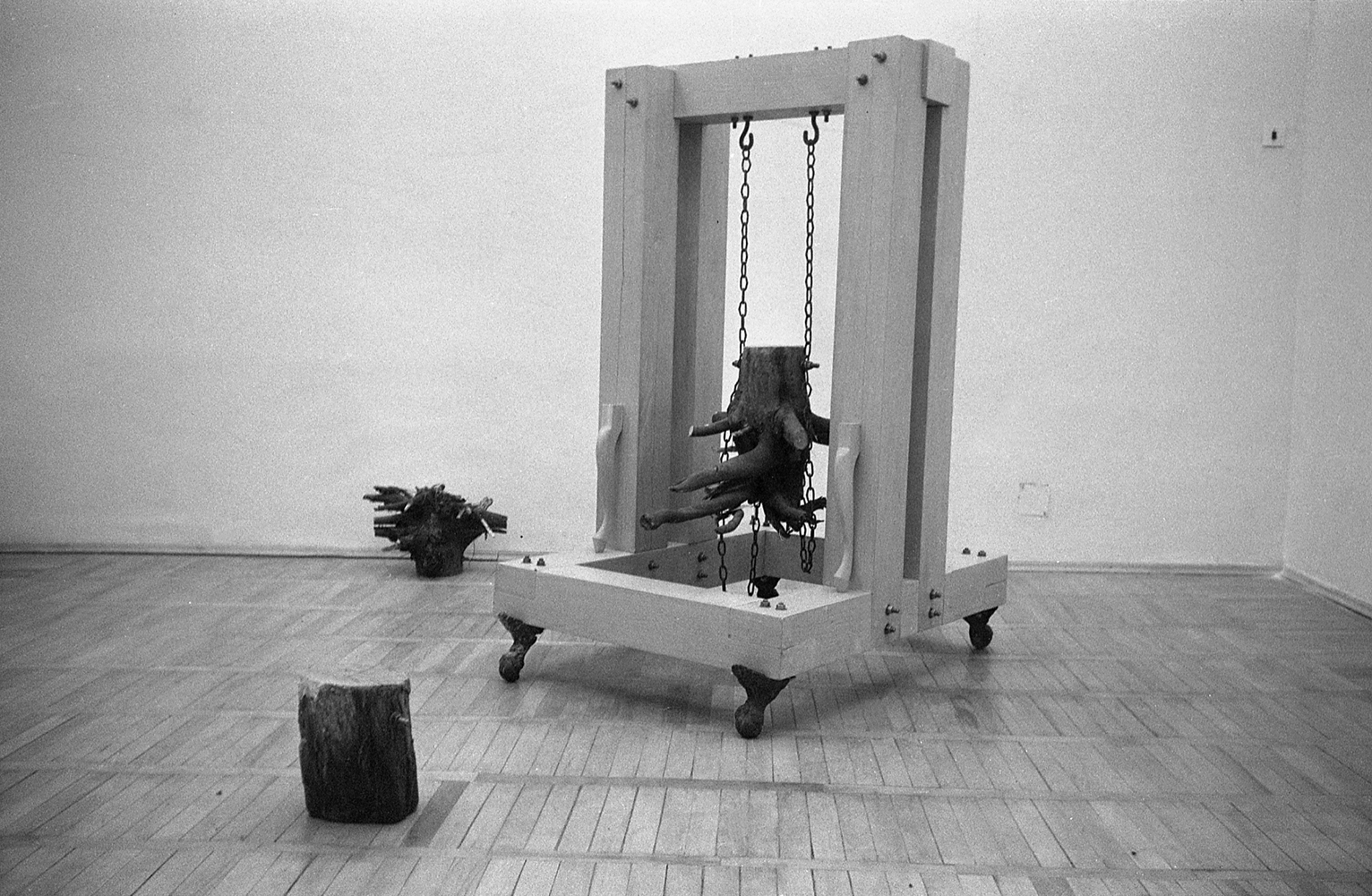
„Schaukel für die Baumstümpfe“, Installation, 200 cm, Holzkonstruktion, Stumpf, Kette, 1993,
„Zufällige Ausstellung“, Zentrum für zeitgenössische Kunst „Tirs“, Odessa, Ukraine, 1993

Die Liste der Ausstellungen erfolgt nach der Website des Künstlers, 2017
- 2017: Salon der Ausgestoßenen / Marinemuseum, Odessa, Ukraine
- 2017: Kalter Glaube / Invogue Gallery, Odessa, Ukraine
- 2016: Zeitgeist / Zenko Art Foundation, Tatariw, Ukraine
- 2016: Rezept für Utopie / Modernes Kunstforschungsinstitut, Kiew, Ukraine
- 2016: Dashing 90er / Das Museum von Odessa Moderne Kunst, Odessa, Ukraine
- 2016: Ergo sum. Selbstporträts Ausstellung / Dukat Gallery, Kiew, Ukraine
- 2016: Drei Generationen von ukrainischen Künstlern in der Tatyana und Boris Grinev Sammlung / Yermilov Centre, Charkiw, Ukraine
- 2015: Enfant terrible. Odessa Konzeptualismus / Nationales Kunstmuseum der Ukraine, Kiew, Ukraine
- 2015: Museumssammlung. Ukrainische Zeitgenössische Kunst 1985–2015 / Art Arsenal, Kiew, Ukraine
- 2014: krainische Landschaft / Art Arsenal, Kiew, Ukraine
- 2013: Odessa Schule. Tradition und Währung / Art Arsenal, Kiew, Ukraine
- 2012: Der Mythos. Ukrainischen Barock / Nationales Kunstmuseum der Ukraine, Kiew, Ukraine
- 2012: Zeitgenössische ukrainische Künstler / Yermilov Centre, Charkiw, Ukraine
- 2011: Unabhängig / Art Arsenal, Kiew, Ukraine
- 2010: TOP-10 Zeitgenössische Künstler aus Odessa / Hudpromo Gallery, Odessa, Ukraine
- 2010: Star Wars / Korobchinsky Art Centre, Odessa, Ukraine
- 2009: Restart / Marine Art Terminal, Odessa, Ukraine
- 2009: Ukrainian New Wave / Nationales Kunstmuseum der Ukraine, Kiew, Ukraine
- 2008: Odessa Zeitgenössische Kunst / Das Museum von Odessa Modern Kunst, Odessa, Ukraine
- 2008: Ausstellung zum 70. Jahrestag der National Artists Union der Ukraine / Central Artist’s House, Kiew, Ukraine
- 2004: Abschied mit Waffen / Art Arsenal, Kiew, Ukraine
- 2003: Erste Sammlung / Central Artists House, Kiew, Ukraine
- 2000: Partielle Sonnenfinsternis / Französisches Kulturzentrum, Belgrad, Jugoslawien
- 2000: Positive Reaktion / Odessa Museum der westlichen und östlichen Kunst, Odessa, Ukraine
- 1999: Pinakothek / Ukrainisches Haus, Kiew, Ukraine
- 1998: Monat der Fotografie / Bratislava, Slowakei
- 1998: Out-of-Graphics / Odessa Kunstmuseum, Odessa, Ukraine
- 1998: Kälte-Akademie / Odessa Kunstmuseum, Odessa, Ukraine
- 1998: Seiten/ Karas Gallery, Kiew, Ukraine
- 1998: Zwei Tage und zwei Nächte / Zeitgenössisches Musikfestival, Odessa, Ukraine
- 1998: All-ukrainische Jugendausstellung / Central Artists House, Kiew, Ukraine
- 1997: Photosynthese / Ausstellungen Direktion der National Artists Union der Ukraine, Kiew, Ukraine
- 1996: Phantomoper /Junges Zuschauertheater, Odessa, Ukraine
- 1996: Jam look / Contemporary Art Center, Kiew-Mohyla Akademie, Kiew, Ukraine
- 1996: Golden section / Bewerber Ausstellung für den Titel „Der beste Künstler der Ukraine von 1996“, Ukrainisches Haus, Kiew, Ukraine
- 1996:Commodity Fetischismus / Ukrainisches Haus, Kiew, Ukraine
- 1996: Naked Dream / Blanc Art Gallery, Kiew, Ukraine
- 1996: Familienalbum / Contemporary Art Center, Kiew-Mohyla Akademie, Kiew, Ukraine
- 1996: Synthetische Kunst Werbung / Karas Gallery, Kiew, Ukraine
- 1996: Batiscaf-1/ International Symposium / Seemannspalast, Odessa, Ukraine
- 1996: KUNST-Festival-Teilnehmer / Odessa Museum der westlichen und östlichen Kunst, Odessa, Ukraine
- 1996: Zwei Tage und zwei Nächte / Zeitgenössisches Musikfestival, Odessa, Ukraine
- 1995: Dr. Frankensteins Studie / Wissenschaftlerhaus, Odessa, Ukraine
- 1995: Blut-Test / Ausstellungen Direktion der National Artists Union der Ukraine, Kiew, Ukraine
- 1995: Kandinsky-Syndrom / Heimatmuseum, Odessa, Ukraine
- 1995: Zwei Tage und zwei Nächte / Tirs Contemporary Art Center, Odessa, Ukraine
- 1994: Freie Zone / Odessa Kunstmuseum, Odessa, Ukraine
- 1994: Kulturrevolution Raum / Ukrainisches Haus, Kiew, Ukraine
- 1994: Terrible – amorous / Tirs Contemporary Art Center, Odessa, Ukraine
- 1994: Traditionen Fortsetzung / Odessa Kunstmuseum, Odessa, Ukraine
- 1994: Lux ex tenebris / Tirs Contemporary Art Center, Odessa, Ukraine
- 1993: Grafik aus Odessa / Städtische Galerie, Rosenheim, Deutschland
- 1993: Zufällige Ausstellung / Tirs Contemporary Art Center, Odessa, Ukraine
- 1993: Europa Steppen / Ujazdowski Castle Contemporary Art Center, Warschau, Poland
- 1993: Diaspora / Zentrales Künstlerhaus, Moskau, Russland
- 1991: Kunst aus Odessa / Galerie im Alten Rathaus, Prien am Chiemsee, Deutschland
- 1991: Die Herrlichkeit und die Moderne von Odessa / Yokohama, Japan
- 1991: Ukrainische bildliche Kunst des ХХ Jahrhundert / Nationales Kunstmuseum der Ukraine, Kiew, UdSSR
- 1990: Babylon / Zentraler Jugendpalast, Moskau, UdSSR
- 1990: Nach der Moderne – 2 / Odessa Kunstmuseum, Odessa, UdSSR
- 1990: Avec Cezanne, avec Van Gogh pour la montagne Sant Victore… / Marseille, Frankreich
- 1990: Soviart. Drei Generationen der ukrainischen Bildkunst der 60–80er / Odense, Dänemark
- 1990: Soviart. Drei Generationen der ukrainischen Bildkunst der 60–80er / Industriekammer, Kiew, USSR
- 1989: Nach der Moderne / Odessa Kunstmuseum, Odessa, UdSSR
- 1989: Neue Figurationen / Literaturmuseum, Odessa, UdSSR
- 1988: All-Union Junge Künstler Ausstellung / Manezh, Moskau, UdSSR
- 1973–1989: Teilnehmer bei regionalen, ukrainischen, sowjetischen sowie ausländischen Ausstellungen

## Museen und Sammlungen
- Zimmerli Art Museum (New Jersey, USA)
- Republikanisches Kunstmuseum Udmurt (Ischewsk, Russland)
- Museum für moderne Kunst der Ukraine[12] (Kiew)

- Kunstmuseum Odessa
- Das Museum von Odessa Moderne Kunst[13] (Odessa)
- Regionales Kunstmuseum Nikanor Onatskij (Sumy)
- Regionalmuseum Tschernihiw
- Kulturministerium (Kiew)
- Ausstellungen Direktion der National Artists Union der Ukraine (Kiew)
- Regionales Kunstmuseum Saporischschja
- Voronov Art Foundation
- Grynyov Art Foundation

Quelle:

## Bibliographie
- Museumssammlung „Ukrainische Zeitgenössische Kunst 1985-2015 aus privaten Sammlungen“. Art Arsenal, Kiew, 2015, S. 52–53.
- Zeitgenössische ukrainische Künstler. Rodovid, 2012, S. 136–143.
- Mythos. Ukrainischen Barock. Nationales Kunstmuseum der Ukraine. Kiew, 2012, S. 39, 161.
- All-Ukrainische Triennale der Malerei, Kiew – 2010. National Union der Künstler der Ukraine, 2010, S. 37.
- Ukrainian New Wave / Nationales Kunstmuseum der Ukraine. Kiew, 2009, S. 164–171.
- Visuelle Kunst. Von Avantgarde-Verschiebungen bis zu den neuesten Richtungen. Die Entwicklung der visuellen Kunst der Ukraine des XX–XXI Jahrhunderts. Modernes Kunstforschungsinstitut, Kiev, 2008, S. 119.
- Moderne Kunst der Zeiten der Unabhängigkeit der Ukraine: 100 Namen. Mysl, 2008, S. 536–539, 640.
- Odessa Regionalorganisation der Nationalen Union der Künstler der Ukraine. Grafikplus, 2006. S. 117.
- Abschied mit Waffen. Art Arsenal, Kiew, 2004, S. 67, 121 (online).
- Portfolio. Die Kunst von Odessa in den 1990er Jahren. Sammlung von Texten. Soros Center for Contemporary Art-Odessa. Odessa 1999, S. 13, 15, 22, 24–26, 36, 52–53, 60–65, 164–167, 294–301, 312.
- Ukrainische Kunst der 1960er–1980er Jahre. Soviart. Mammens Bogtrykkeri A, S. 9–20, S. 88–89.